# Bernstein-Ungleichung (Analysis)
Die Bernstein-Ungleichungen – benannt nach dem russischen Mathematiker Sergei Natanowitsch Bernstein – geben eine obere Schranke an für die Ableitung von Polynomen in einem abgeschlossenen Intervall. Sie werden gebraucht im Bereich Approximationstheorie.

## Trigonometrische Polynome
Bernstein betrachtete im Jahr 1912 trigonometrische Polynome n-ten Grades der Form
{\displaystyle S(\Theta )=\sum _{k=0}^{n}(a_{k}\cos(k\Theta )+b_{k}\sin(k\Theta ))}
mit {\displaystyle a_{n}\neq 0} und {\displaystyle b_{n}\neq 0}
Für diese bewies er – allerdings nur für reine Kosinus-Polynome – die folgende Ungleichung.
| Sei {\displaystyle S} ein trigonometrisches Polynom vom Grad kleiner gleich {\displaystyle n} und {\displaystyle S'} die erste Ableitung, dann gilt {\displaystyle \max _{-\pi \leq \Theta \leq \pi }(\|S'(\Theta )\|)\leq n\cdot \max _{-\pi \leq \Theta \leq \pi }(\|S(\Theta )\|)} |

Die dargestellte Form mit Sinus und Kosinus beschrieb der ungarische Mathematiker Leopold Fejér 1914, auch Edmund Landau erwähnte sie später in einem Brief an Bernstein. Alternative Beweise der Ungleichung zeigen Marcel Riesz 1914 sowie George Pólya und Gábor Szegő 1925.
Diese Bernstein-Ungleichung ist hilfreich beim Beweis einer Markow-Ungleichung.

## Allgemeine Polynome
Die Bernstein-Ungleichung lässt sich verallgemeinern auf allgemeine Polynome in der komplexen Ebene.
| Sei {\displaystyle P} ein Polynom vom Grad {\displaystyle n} auf den komplexen Zahlen und {\displaystyle P'} die erste Ableitung. Dann gilt auf dem Einheitskreis {\displaystyle \|z\|\leq 1}: {\displaystyle \max _{\|z\|\leq 1}(\|P'(z)\|)\leq n\cdot \max _{\|z\|\leq 1}(\|P(z)\|)} |

Diese Ungleichung wiederum kann man verallgemeinern auf höhere Ableitungen.
| Sei {\displaystyle P} ein Polynom vom Grad {\displaystyle n} auf den komplexen Zahlen, {\displaystyle P^{(k)}} die {\displaystyle k}-te Ableitung. Dann gilt auf dem Einheitskreis {\displaystyle \|z\|\leq 1}: {\displaystyle \max _{\|z\|\leq 1}(\|P^{(k)}(z)\|)\leq {\frac {n!}{(n-k)!}}\cdot \max _{\|z\|\leq 1}(\|P(z)\|)} |